# Sepideh Sedaghatnia
Sepideh Sedaghatnia (Siraz, Iran, 1983) és una sommelier i escriptora flamenca d'origen iranià. Considerada inicialment una de les millors sommeliers de la Campinya i més tard de tot l'Estat belga, és responsable dels vins del prestigiós restaurant «'t Zilte» d'Anvers. També coneguda pel seu pas televisiu com a jurat del programa Mijn Pop-up restaurant!, que s'emeté per la cadena privada VTM entre 2014 i 2017.

## Trajectòria
Sedaghatnia naixé a Siraz i passà la seva infantesa a Ifsahan, ambdues ciutats a l'Iran. Tanmateix, l'any 2000, a disset anys, amb coneixements en física i matemàtiques, es mudà a Kasterlee (Flandes) amb sons pares i sa germana. El motiu fou que havia de cursar estudis universitaris a l'Iran i, allà, l'assignació era aleatòria i li podia comportar haver d'anar a l'altra punta del país. Son pare, que patia per la inseguretat social i la integritat de la seva filla, decidí que la millor solució era mudar-se amb tota la família a començar una nova vida a l'estranger i que allà hi poguessin tenir més llibertat. Un cop arribada, començà a treballar de cambrera al desaparegut hotel-restaurant «De Residentie», a Lichtaart. Allà descobrí la seva passió pel món de la restauració i dels vins, que la convencé per a formar-se a l'Escola d'Hosteleria Sint Jozef de Geel. Posteriorment es graduà com a sommelier a la Universitat Francesa del Vi i tornà a Kasterlee per a treballar-hi en l'oferta de vi de diversos hotels i restaurants.
El 2011, Sedaghatnia es convertí en la sommelier del famós restaurant «'t Zilte» de Viki Geunes, a Anvers, distingit com un dels millors de Bèlgica i més endavant també com un dels millors del món. Fou distingida com a millor sommelier belga de 2014 per la guia gastronòmica GaultMillau. Des d'aquell mateix any fins al 2017, participà com a membre del jurat de les quatre temporades del programa de VTM, el canal comercial de la televisió privada belga, My Pop-up restaurant!. I un any més tard, el 2015, obrí el gastrobar «Divin de Sepi» al barri 't Zuid d'Anvers i un portal web amb la seva pròpia marca, «Divinity».
Sedaghatnia, que rebé en propietat oliveres i vinyes de la seva família a l'Iran, també s'ha mostrat partidària de poder-hi obrir un celler si mai hi hagués un canvi del règim polític —atès que el país es regeix per una llei d'abstèmia per interpretació de la xària islàmica. Amb menys recurrència televisiva a l'inici de la dècada del 2020, fou designada jutgessa del programa nadalenc Vrede op aarde de Sven De Leijer, també de VRT, en l'edició del 2023.

## Obres
A banda de la seva activitat vinícola en la restauració, Sepideh Sedaghatnia també ha escrit llibres en neerlandès sobre aquesta temàtica:
- Sedaghatnia, Sepideh. 69 dingen die je altijd al wilde weten over wijn (en neerlandès).  Lannoo, 2015. ISBN 9789401423779.
- Sedaghatnia, Sepideh. 69 food & wine affairs (en neerlandès).  Lannoo, 2016. ISBN 9789401433303.
- Sedaghatnia, Sepideh; Hoornaert, Luc. 365 wijnen die je geproefd moet hebben (en neerlandès).  Lannoo, 2018. ISBN 9789401455565.